# 沢田耕吾
澤田耕吾（さわだ こうご、1965年 ‐ ）は、日本の実業家。株式会社アサヒペン代表取締役社長。2018年4月1日就任。兵庫県出身。

## 略歴
平成12年9月 入社
平成19年4月 生産物流本部部長
平成19年10月 兵庫工場長
平成22年6月 取締役・生産物流本部長
平成25年4月 アサヒ急送㈱代表取締役社長
平成30年4月 代表取締役社長(現任)大豊塗料㈱代表取締役会長(現任)
平成30年4月 ㈱アサヒペン・ホームイングサービス代表取締役会長(現任)
平成30年4月 共福産業㈱代表取締役会長(現任)アサヒ急送㈱代表取締役会長(現任)